# Elias Kolega
Elias Kolega, född 23 maj 1996 i München i Tyskland, är en kroatisk alpin skidåkare. Han är storebror till den alpina skidåkaren Samuel Kolega.